# Maja Rasińska
Maja Rasińska (ur. 20 grudnia 1994) – polska judoczka.
Zawodniczka KS Gwardia Bielsko-Biała (od 2007). Czterokrotna brązowa medalistka mistrzostw Polski seniorek w kategorii do 48 kg (2012, 2013, 2014, 2015). Dwukrotna młodzieżowa mistrzyni Polski (2015, 2016). Dwukrotna mistrzyni Polski juniorek (2013, 2014).